# Kaibyōi Ramune
Kaibyōi Ramune (japanisch 怪病医ラムネ) ist eine Mangaserie von Toro Aho, die 2017 bis 2021 in Japan erschien. Die Mysteryserie wurde 2021 als Animeserie adaptiert, die international als Dr. Ramune -Mysterious Disease Specialist- bekannt wurde.

## Inhalt
Die Geschichten folgen dem Arzt für übernatürliche Erkrankungen Ramune und dessen Lehrling, dem Oberschüler Kuro. Regelmäßig kommen Patienten zu dem jungen Arzt, der in einem Schrein lebt, um Hilfe bei ihren außergewöhnlichen Krankheiten zu erhalten. So weint ein Mädchen Soßen, eine Mutter hat zu Gyoza verwandelte Ohren oder der Penis eines Frauenhelden ist zu einer Fischpastete geworden. Die Krankheiten rühren oft von falschem Lebenswandel oder einem unterdrückten Problem her, das einem Geist oder Dämon erlaubt hat, den Patienten zu besetzen und die Krankheit auszulösen. Die vom immer selbstsicheren und heiteren Ramune verschriebenen übernatürlichen Mittelchen und Talismane helfen nur oberflächlich oder nur zu einem hohen Preis. Für eine echte Heilung müssen die Patienten die Ursache ihres Leidens erkennen und abstellen, wobei ihnen Ramune – meist heimlich – hilft. Der intelligente und aufmerksame Kuro ist stets skeptisch, ob sein schelmischer Meister wirklich weiß, was er tut, und das Beste seiner Kunden im Sinn hat. Bisweilen muss Kuro ihm auch aus der Patsche helfen, fast immer hilft der stoische und gewissenhafte Schüler seinem Meister Ramune im Haushalt.

## Veröffentlichung
Der Manga erschien von September 2017 bis Februar 2021 im Magazin Shōnen Sirius von Kodansha. Der Verlag brachte die Kapitel auch gesammelt in fünf Bänden heraus. Der amerikanische Ableger Kodansha Comics veröffentlichte eine englische Ausgabe in den USA.

## Animeserie
Bei Platinum Vision entstand eine 12-teilige Adaption des Mangas als Anime für das japanische Fernsehen. Das Konzept entwarf Ayumu Hisao und Regie führte Hideaki Oba. Die Charakterdesigns stammen von Yōko Satō und für den Ton war Hajime Takakuwa verantwortlich.
Im September 2020 wurde der Anime für Januar 2021 angekündigt, zusammen mit einer internationalen Veröffentlichung über Crunchyroll. Die 25 Minuten langen Folgen wurden dann vom 9. Januar bis 28. März 2021 von BS11 und Tokyo MX in Japan ausgestrahlt. Crunchyroll veröffentlichte den Anime international per Streaming, mit Untertiteln unter anderem in Deutsch, Englisch und Spanisch.

### Synchronisation
| Rollen | japanische Sprecher (Seiyū) |
| ------ | --------------------------- |
| Ramune | Yūma Uchida                 |
| Kuro   | Takuma Nagatsuka            |
| Momiji | Junichi Suwabe              |
| Ayame  | Kana Ueda                   |
| Nico   | Nobuhiko Okamoto            |

### Musik
Die Musik der Serie wurde komponiert von Tetsuro Oda. Das Vorspannlied ist Shake! Shake! Shake! von Yūma Uchida und der Abspann ist unterlegt mit dem Lied Arcacia von Saji.